# 419
419 (CDXIX) fue un año común comenzado en miércoles del calendario juliano, en vigor en aquella fecha.
En el Imperio romano, el año fue nombrado como el del consulado de Monaxio y Plinta, o menos comúnmente, como el 1172 Ab urbe condita, adquiriendo su denominación como 419 a principios de la Edad Media, al establecerse el anno Domini.

## Acontecimientos
- Teodorico I sucede a Walia como rey de los visigodos.
- Los vándalos vencen a los suevos en la batalla de los montes Nervasos.
- Los vándalos, acosados por los romanos, abandonan la parte septentrional de Galicia y se trasladan a la Bética.
- Se promulga una ley en Constantinopla que castiga con la muerte a quien enseñe las técnicas de navegación a los bárbaros.
- El emperador Gong sucede al emperador An como cabeza de la Dinastía Jin en China.
- Hispania romana: huida de los priscilianistas.[1]

## Nacimientos
- 2 de julio: Valentiniano III, emperador romano de Occidente, hijo de Constancio III y Gala Placidia, nace en Rávena.

## Fallecimientos
- Walia, rey de los visigodos.
- Emperador An, de la Dinastía Jin (265-420), en China.